# Mu-Tron EP
Mu-Tron EP – trzeci minialbum brytyjskiego zespołu muzyki elektronicznej Ladytron. Został wydany w październiku 2000 roku przez wytwórnię Invicta Hi-Fi Records (Wielka Brytania) na płytach CD i 12- calowych. Tytuł „Mu-Tron” nawiązuje do producenta elektronicznych efektów muzycznych o tej samej nazwie. Okładkę zaprojektował członek zespołu, Reuben Wu.
Utwory „Another Breakfast With You” i „Paco!” znalazły się później na debiutanckim albumie Ladytron zatytułowanym 604, natomiast „USA vs. White Noise” i „Playgirl (Snap Ant Version)” zostały umieszczone jako utwory bonusowe na tym samym albumie. Na płycie 604 znalazł się także utwór instrumentalny zatytułowany „Mu-Tron”.

## Lista utworów
| Nr | Tytuł utworu                  | Długość |
| -- | ----------------------------- | ------- |
| 1. | „Another Breakfast With You”  | 3:05    |
| 2. | „Paco!”                       | 3:02    |
| 3. | „USA vs. White Noise”         | 2:16    |
| 4. | „Playgirl (Snap Ant Version)” | 6:12    |
|    |                               | 14:35   |

Źródło: